# Taeniodera jirouxi
Taeniodera jirouxi är en skalbaggsart som beskrevs av Legrand 2000. Taeniodera jirouxi ingår i släktet Taeniodera och familjen Cetoniidae. Inga underarter finns listade i Catalogue of Life.